# Fryksdalstjärnen (Västra Ämterviks socken, Värmland)
Fryksdalstjärnen är en sjö i Sunne kommun i Värmland och ingår i Göta älvs huvudavrinningsområde. Sjöns area är 0,014 kvadratkilometer och den är belägen 281 meter över havet.